# Olymposul Lician

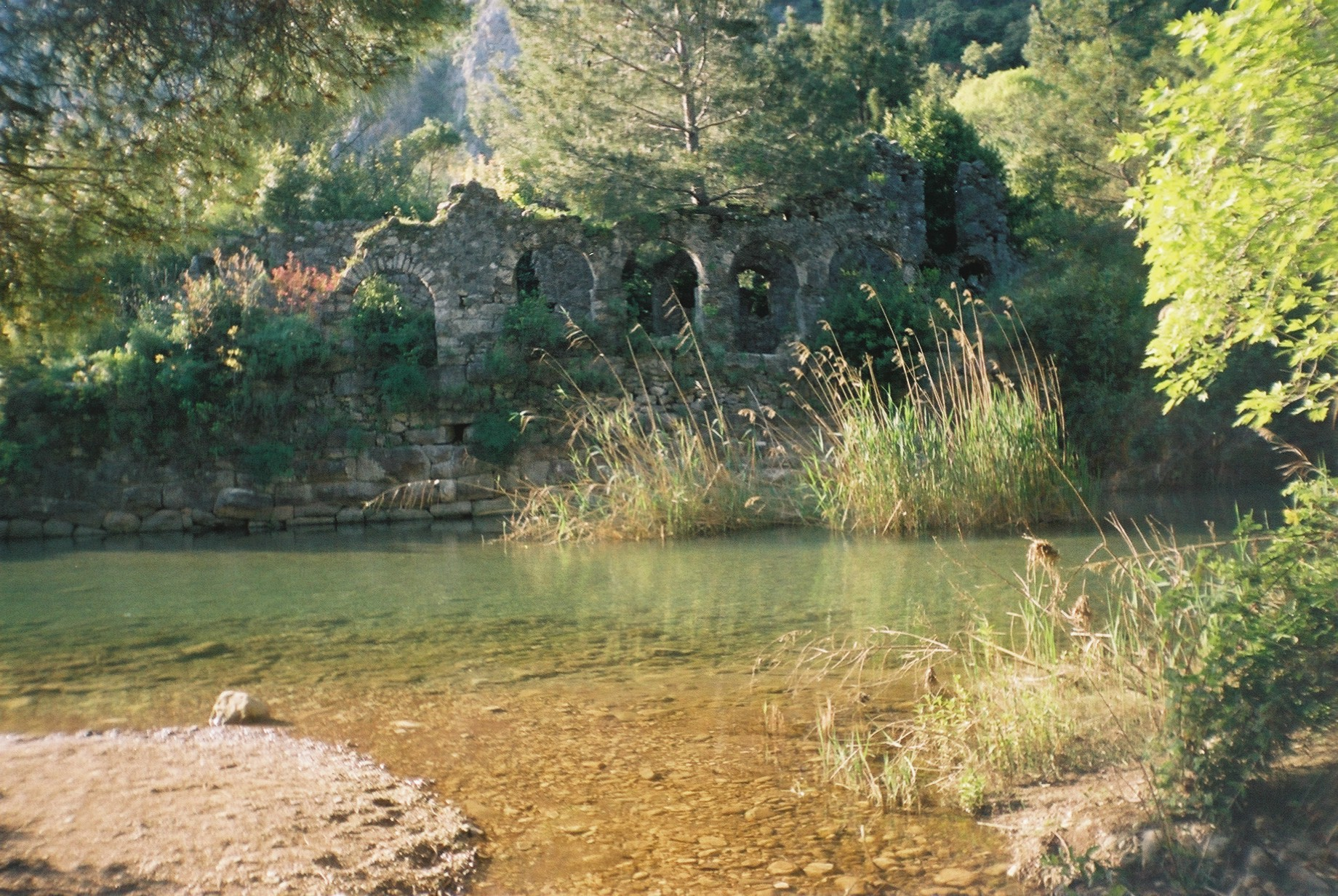
Băile romane din Olympos

Olymposul Lician este un oraș antic, situat la 90 km sud-vest de Antalya (Turcia), în apropirea stațiunii maritime Çıralı, districtul Kemer. Orașul a fost fondat în perioada elenistică (sec. III î.e.n.) și a fost unul din cele mai importante orașe ale Liciei antice. În anul 78 î.e.n. orașul e inclus, împreună cu restul Liciei, în provincia romană Licia și Pamfilia. Orașul își păstrează importanța și în perioada bizantină, dar în secolul XV, după cucerirea otomană își pierde importanța și decade vertiginos.
Astăzi ruinele Olymposului Lician, amplasate într-un cadru natural impresionant, atrag mulți turiști veniți pe Riviera Turcească. Alături de Olymposul Lician se află și "focurile veșnice" ale Chimaerei, un interesant fenomen geologic de care sunt legate multe mituri antice grecești.